# Odontaspis noronhai
Il cagnaccio occhiogrosso (Odontaspis noronhai (Maul, 1955)) è uno squalo toro della famiglia degli Odontaspididi, che vive sulla piattaforme continentali e insulari dell'Atlantico orientale e del Pacifico centro-orientale, a profondità tra i 600 e i 1000 m. La sua lunghezza raggiunge i 3,6 m nei maschi e i 3,25 m nelle femmine.
Il cagnaccio occhiogrosso ha un muso bulboso di forma conica con la punta arrotondata. Gli occhi sono grandi, ovoidali e privi di membrana nittitante. Il colore del corpo è bruno cioccolata uniforme e tutte le pinne, ad eccezione delle pettorali, hanno un sottile orlo scuro lungo il margine posteriore.
La riproduzione è ovovivipara e gli embrioni si nutrono del sacco vitellino e delle altre uova prodotte dalla madre.